# Musea van het Verre Oosten

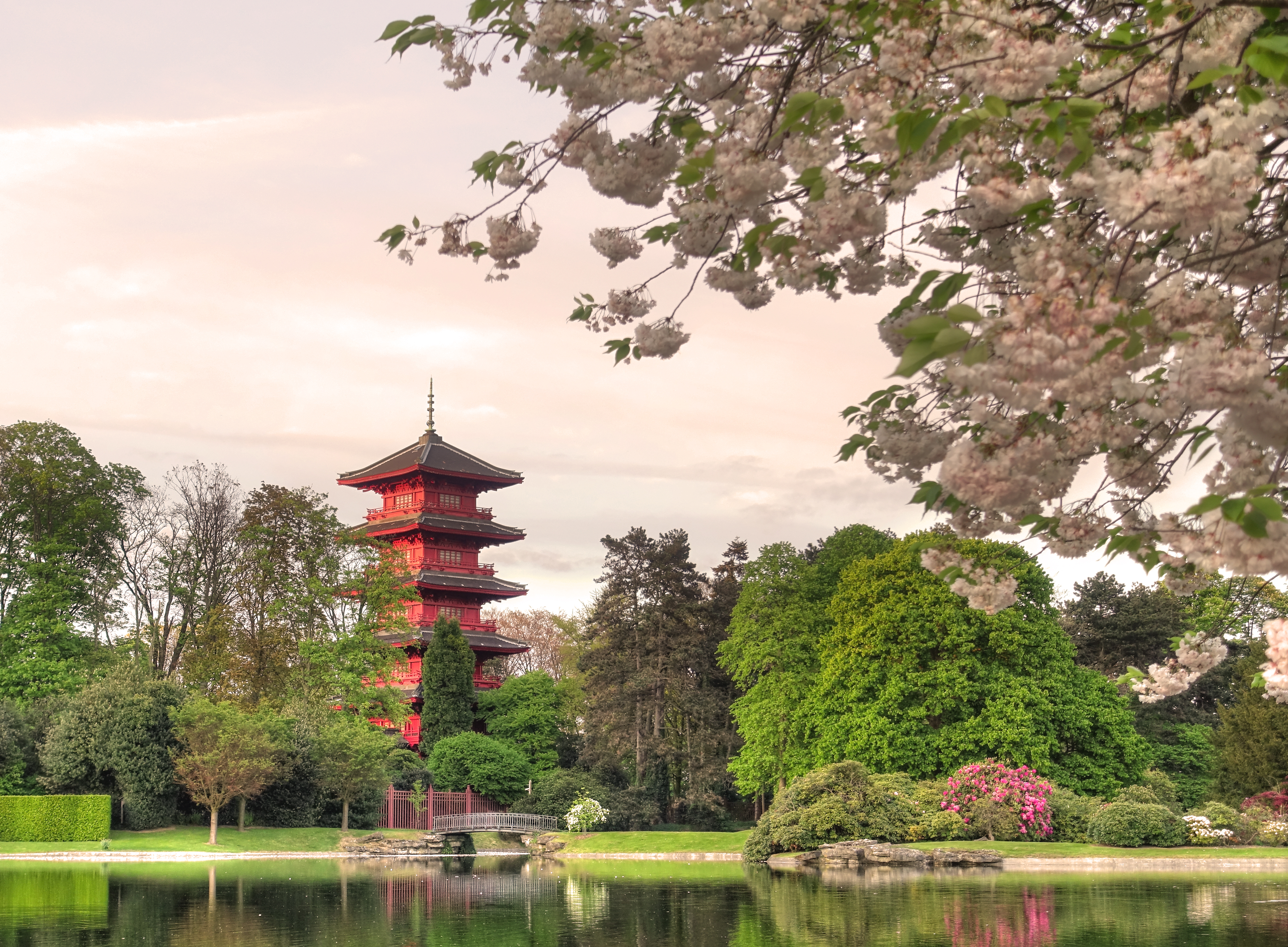
De Japanse Toren

De Musea van het Verre Oosten (Frans: Musées d'Extrême-Orient) in België behoren tot de Koninklijke Musea voor Kunst en Geschiedenis en zijn een geheel van drie Aziatische gebouwen op het koninklijke domein van Laken, Brussel: de Japanse Toren, het Chinees Paviljoen en het Museum voor Japanse Kunst. Zij werden aan het begin van de 20ste eeuw in opdracht van koning Leopold II ontworpen door Alexandre Marcel. In hun interieurs herbergden zij kunstschatten uit China en Japan. De musea worden beheerd worden door De Regie der Gebouwen, en zijn sinds 2013 gesloten wegens stabiliteitsproblemen. Sindsdien staan ze in afwachting van renovatie leeg. De musea zouden ten vroegste in 2021 terug open gaan, anno 2022 zijn de renovatiewerken echter nog niet gestart.

## De Japanse Toren
De rood geverfde Japanse Toren beheerde een geraffineerde kunst die in het Land van de Rijzende Zon werd gemaakt voor de export naar het Westen. Men stelde er Imari-porselein tentoon dat werd vervaardigd in de 17de eeuw en de 18de eeuw. Hoofdzakelijk uit de 19de eeuw dateren dan weer het lakwerk, de bronzen vazen, de objecten van ivoor en allerlei andere siervoorwerpen. Uitzonderlijk was de grote blauw-witte vaas die de Japanse keizer in 1910 schonk aan de Belgische staat. De kunst is sinds de sluiting overgebracht naar de reserves van het Museum Kunst & Geschiedenis.

## Het Chinees Paviljoen
In 1910 werd het paviljoen afgewerkt en In oktober 1913 door het Departement van Buitenlandse Zaken opengesteld voor publiek. Het feeërieke interieur van het Chinees Paviljoen werd ontworpen als een luxueus restaurant, maar werd nooit daarvoor gebruikt. De aankleding bestaat, net zoals de buitenkant, uit een exuberante vermenging van Europese elementen en chinoiserieën. In de vitrines werd een uitgebreid overzicht gebracht van de Chinese exportkeramiek die in de 17de en 18de eeuw op grote schaal naar Europa werd uitgevoerd om er de woonkamers van vorsten, edellieden en gegoede burgers te verfraaien. Het gebouw staat lsinds de sluiting in 2013. De kunstwerken werden overgebracht naar het Museum Kunst & Geschiedenis.  Na Villa Empain en het Atomium wil Diane Hennebert nu ook het paviljoen met haar vzw laten restaureren.

## Het Museum voor Japanse Kunst
In het gerenoveerde koetshuis, aanvankelijk ontworpen om er de rijtuigen en de eerste automobielen te parkeren, werd de rijke collectie van traditionele Japanse kunst bewaard, voornamelijk uit de Edoperiode (1600-1868). In dit Museum voor Japanse Kunst vond u rolschilderingen, kamerschermen, kimono's, wapenrustingen en zwaardornamenten, gelakte dozen en inro (gelede opbergdoosjes), netsuke (gordelknopen) en zomeer. Tot de wereldtop behoren de Japanse prenten. Die werden omwille van de conservering in kleine maar regelmatig wisselende reeksen tentoongesteld.

## Foto's

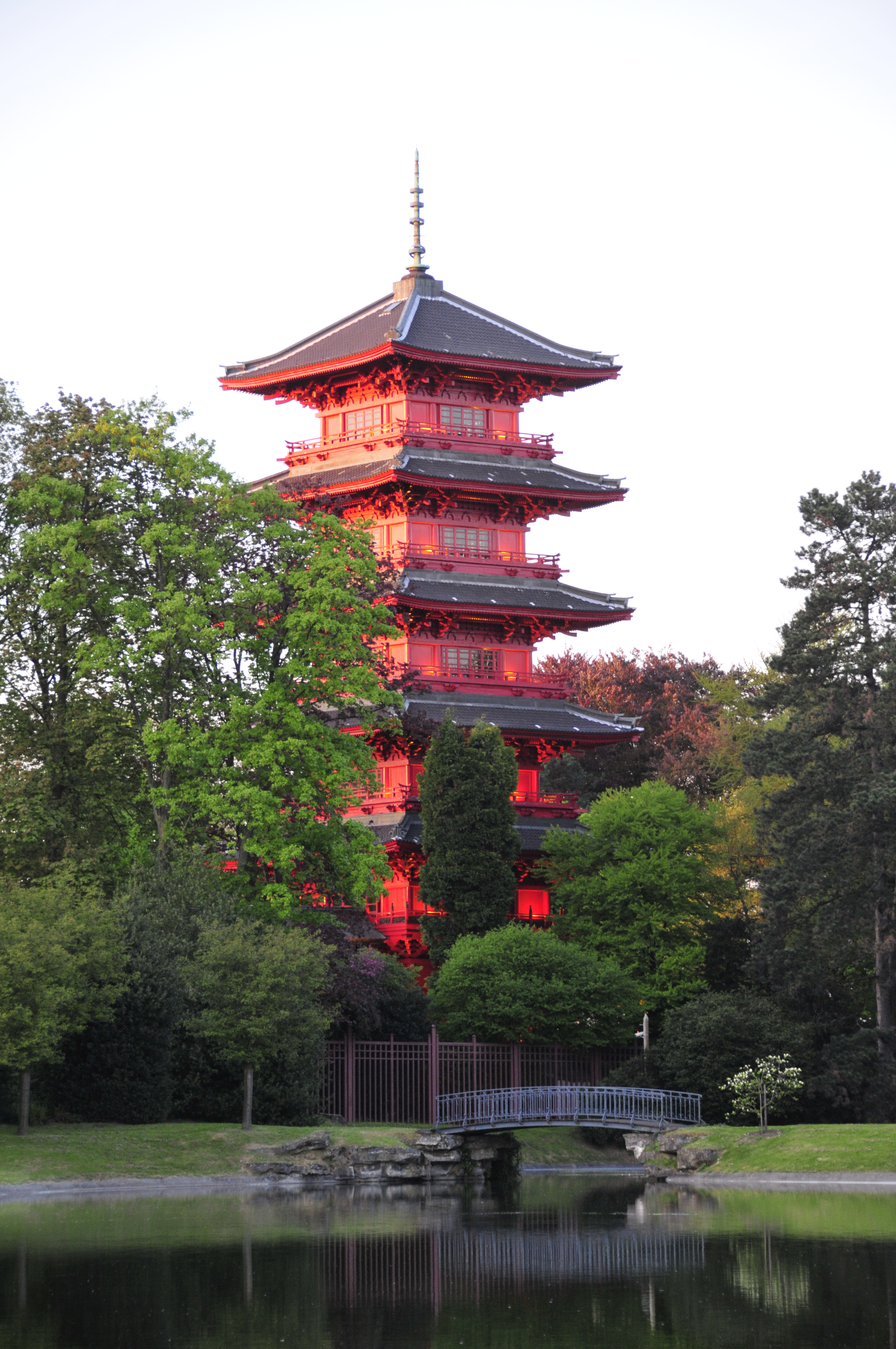
Japanse Toren
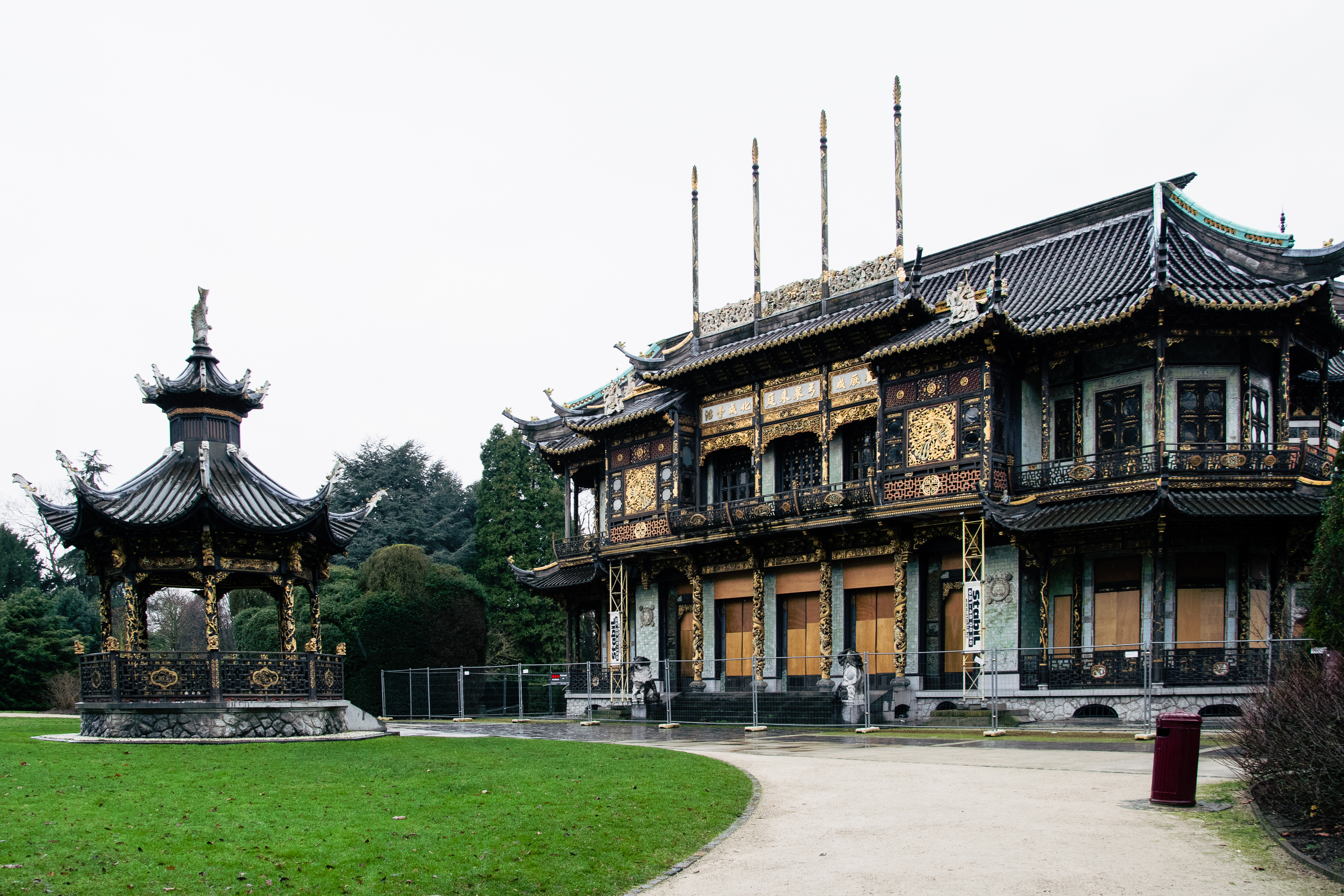
Chinees Paviljoen
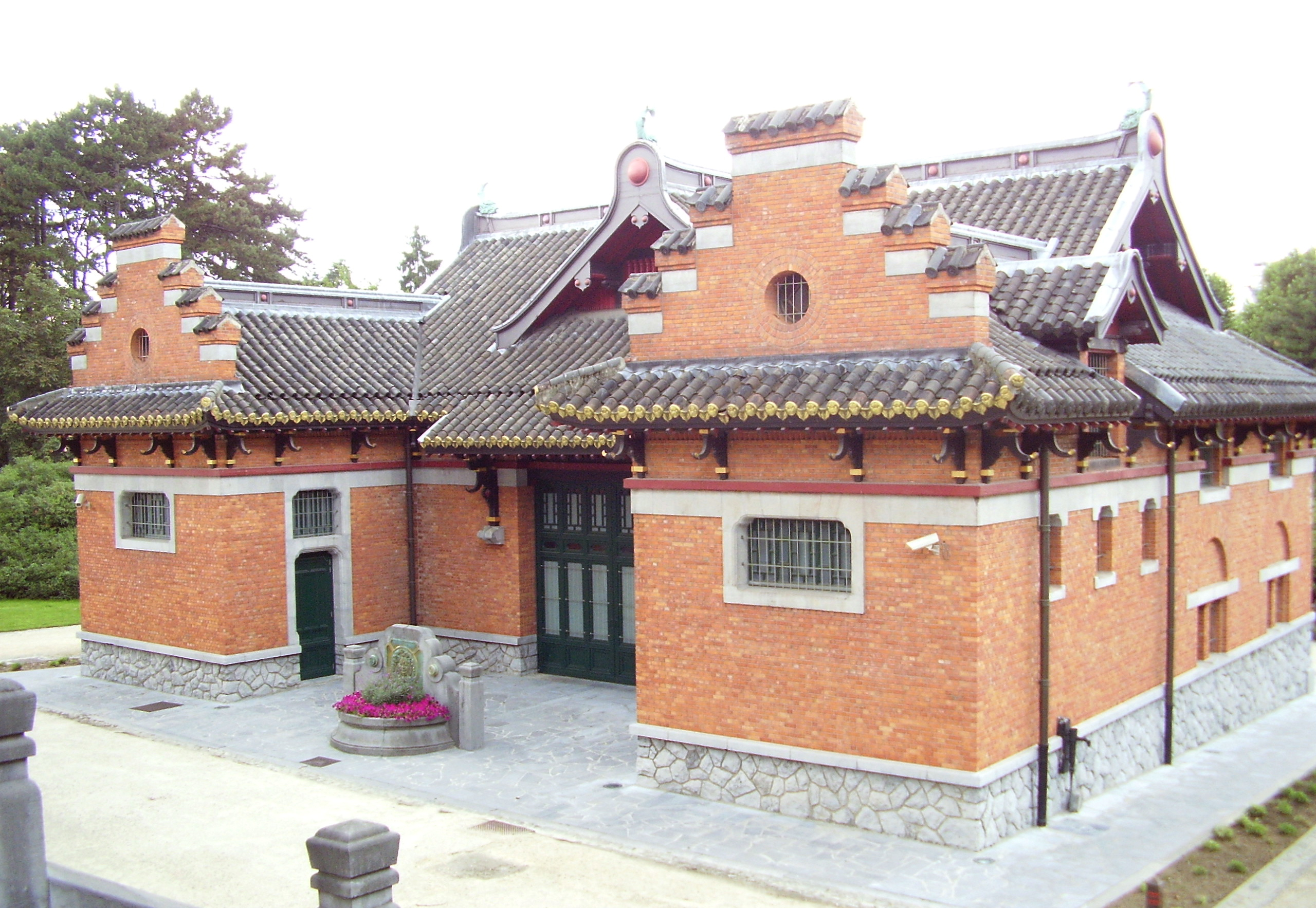
Museum voor Japanse Kunst